# Njabulo Ndebele
Njabulo Simakahle Ndebele (Johannesburgo, 4 de julio de 1948) escritor sudafricano profesor, antiguo vicecanciller y actual director de la Universidad del Cabo. 

## Obra
- Fine Lines from the Box: Further Thoughts About Our Country, 2007
- Rediscovery of the Ordinary: Essays on South African Literature and Culture, 1991, republicado, 2006
- Fools and Other Stories, 1983, reissued 2006
- The Cry of Winnie Mandela, 2004
- Umpropheti/The Prophetess, 1999
- Death of a Son, 1996
- Bonolo and the Peach Tree, 1994
- Sarah, Rings, and I, 1993
- Africans must treasure their literature (enlace roto disponible en Internet Archive; véase el historial, la primera versión y la última)., London Independent, 30 July 2002

- Datos: Q3136965